# Wing Commander (Buchreihe)

Logo des Spiels und der Buchreihe

Zwischen 1994 und 1999 erschienen durch die Verlage Baen Books und Harper Entertainment insgesamt neun Bücher zur Wing-Commander-Spieleserie. Dabei wird zwischen den Büchern zum Spieluniversum (Baen Books) und den Büchern zur leicht variierenden Darstellung des Kinofilms (Harper Entertainment) unterschieden. In Deutschland veröffentlichte der Bastei Lübbe Verlag zwischen 1994 und 2001 die Übersetzungen zu sieben Romanen beider Verlage, die Bände 1 bis 6 von Baen Books und Harper Entertainments Buch zum Film. Bastei Lübbe nahm dabei keine Unterscheidung der beiden Reihen vor. Als der Verlag den Roman zum Film zeitnah zum Filmstart veröffentlichte, wurde er als fünften Band der deutschsprachigen Ausgabe eingereiht. Im Folgenden werden die Bücher gemäß der ursprünglichen Buchreihen und in der Reihenfolge ihrer Erstausgabe behandelt.

## Spieluniversum-Reihe
Zwischen 1994 und 1999 veröffentlichte der US-amerikanische Verlag Baen Books sieben Romane unterschiedlicher Autoren zum Wing-Commander-Spieleuniversum, darunter die Begleitromane zu den Spielen Wing Commander III und IV. Der letzte Roman False Colors sollte den Auftakt zu einer Trilogie bilden, allerdings verstarb Autor Andrew Keith vor dem Abschluss seiner Arbeiten an den beiden letzten Bänden.

### Die Befreier
- Autoren: Mercedes Lackey und Ellen Guon
- Deutsche Übersetzung: Karl-Heinz Ebnet
- Deutsche Erstauflage: März 1994
- Verlag: Bastei Lübbe
- ISBN 3-404-23148-1
- Originaltitel: „Freedom Flight“, erschienen erstmals Januar 1994 bei Baen Books (ISBN 0-671-72145-3)

Der Roman beschreibt die Firekka-Kampagne der „Tiger’s Claw“ im Jahr 2655 (siehe auch Wing Commander – The Secret Missions 2). Kilrathi-Lord Ralgha nar Hhallas, ab Wing Commander II besser bekannt als „Hobbes“, arbeitet als Spion der Konföderation. Doch er wird festgenommen und als Rebell angeklagt. Jägerpilot Ian „Hunter“ St. John steht unter Druck, den wichtigsten Informanten der Menschheit vor dem sicheren Tod zu bewahren.

### Der Hinterhalt
- Autoren: Christopher Stasheff und William R. Forstchen
- Deutsche Übersetzung: Karl-Heinz Ebnet
- Deutsche Erstauflage: Juli 1994
- Verlag: Bastei Lübbe
- ISBN 3-404-23152-X
- Originaltitel: „End Run“, erschienen erstmals 1994 bei Baen Books

Dieser Roman spielt zeitlich zwischen der Erweiterung Wing Commander II – Special Operations II und dem Vollpreis-Titel Wing Commander III.
Nach einigen schweren Verlusten steht die Konföderation im Jahr 2667 am Rande einer Niederlage im Kampf gegen die Kilrathi. Doch unverhofft erlangt sie umfassende Kenntnisse über Vukar Tag, einen Planeten unter der direkten Verwaltung der Herrscherfamilie und mit symbolischer Bedeutung für den Imperator. Der Roman schildert infolge eine gewagte Operation der Konföderation, mit der die Kilrathi-Heimatflotte geschwächt werden soll. Durch einen koordinierten Angriff erst auf Vukar Tag und anschließend auf Kilrah, das Heimatsystem der Kilrathi, soll Prinz Trakath zu einer Aufteilung der Heimatflotte auf beide Ziele bewegt werden. Anschließend soll die durch die Aufsplittung geschwächte Flotte bei Vukar Tag durch einen Angriff aus dem Hinterhalt aufgerieben werden. Die Aufgabe des Lockvogels fällt dabei der „TCS Tarawa“ zu, die mit einer kleinen Angriffsflotte ins Herz des Kilrathi-Imperiums vordringen soll. Im Mittelpunkt der Handlung steht der Wing Commander der Tarawa-Jägerstaffeln, Jason „Bear“ Bondarevsky, sowie die ihm unterstellten Geschwaderkommandanten Etienne „Doomsday“ Montclair und Janice „Starlight“ Parker.

### Die Geheimflotte
- Autor: William R. Forstchen
- Deutsche Übersetzung: Karl-Heinz Ebnet
- Deutsche Erstauflage: Januar 1995
- Verlag: Bastei Lübbe
- ISBN 3-404-23160-0
- Originaltitel: „Fleet Action“, erschienen erstmals Mai 1994 bei Baen Books (ISBN 0-671-72211-5)

Dieser Roman spielt zwischen dem vorhergehenden Roman Der Hinterhalt und Wing Commander III. 2668 sind die Kilrathi von den Angriffen der Konföderation schwer geschwächt und bis zur Fertigstellung ihrer geheimen Trägerschiffe dauert es noch mindestens ein Jahr. Also versuchen sie, die Konföderation in eine Falle zu locken, indem sie Frieden vortäuschen. Doch einige wenige Mitglieder der Konföderation versuchen, die Existenz der geheimen Kilrathi-Flotte zu beweisen – was am Ende in einer gigantischen Schlacht um die Erde gipfelt.

### Das Herz des Tigers
- Autoren: Andrew Keith und William R. Forstchen
- Deutsche Übersetzung: Karl-Heinz Ebnet
- Deutsche Erstauflage: Mai 1997
- Verlag: Bastei Lübbe
- ISBN 3-404-23189-9
- Originaltitel: „Heart Of The Tiger“, erschienen erstmals 1994 bei Baen Books

Hierbei handelt es sich um den Roman zum Spiel Wing Commander III. 2669 droht die Menschheit den Krieg gegen die Kilrathi endgültig zu verlieren. Der Admiralsstab setzt auf eine verzweifelte, alles entscheidende Angriffsoperation. Im Zentrum der Ereignisse steht Colonel Christopher „Maverick“ Blair, der von Admiral Geoffrey Tolwyn als Wing Commander auf das bereits etwas betagte Trägerschiff „TCS Victory“ versetzt wird. Die „Victory“ operiert an vorderster Front, um den alles entscheidenden Angriff auf den Heimatplaneten vorzubereiten. Doch ein Kilrathi-Spion droht die gesamte Operation zu gefährden.
Obwohl im Roman eine große Nummer der trivialeren Missionen aus dem Spiel ausgelassen wurden, trägt der Roman sehr dazu bei, die Crew der TCS Victory plastischer zu porträtieren. Zudem enthält der Roman eine Szene, die aus dem originalen PC-Spiel herausgeschnitten wurde: Im PC-Spiel wirkt das Verhalten des Verräters auf terranischer Seite undurchsichtig. Im Buch erklärt Hobbes jedoch die Beweggründe für den Verrat. Das Spiel selbst wurde kritisiert, da dieser wichtige Punkt ausgelassen wurde. In späteren Portierungen des Spiels (der 3DO- und der PlayStation-Umsetzung) war die Szene dann ebenfalls enthalten.

### Der Preis der Freiheit
- Autoren: Ben Ohlander und William R. Forstchen
- Deutsche Übersetzung: Rainer Gladys
- Deutsche Erstauflage: Juli 2000
- Verlag: Bastei Lübbe
- ISBN 3-404-23226-7
- Originaltitel: „The Price Of Freedom“, erschienen erstmals November 1995 bei Baen Books (ISBN 0-671-87751-8)

Hierbei handelt es sich um den Roman zum Spiel Wing Commander IV. Der Krieg gegen die Kilrathi ist vorbei, doch 2673 drohen die Spannungen zwischen den Zentralwelten der Konföderation und den in der Union der Grenzwelten organisierten menschlichen Randkolonien in einen Krieg umzuschlagen. Admiral Tolwyn erhält den Auftrag, den Ursachen auf den Grund zu gehen. Dazu holt er Christopher „Maverick“ Blair aus dem Ruhestand zurück. Doch dieser stößt auf die Spuren einer Verschwörung, die die gesamte Menschheit in einen ungewollten Krieg zu stürzen droht
Der Roman weicht bedeutend von der Handlung des Spiels ab, indem er viele signifikante Charaktere und Handlungsverläufe trivialisiert und in den Hintergrund stellt, während die im Verlauf der Spiele etablierte Grenzwelt-Technologie völlig anders dargestellt wird.

### Die Bedrohung
- Autor: William R. Forstchen
- Deutsche Übersetzung: Jürgen Heinzerling
- Deutsche Erstauflage: Dezember 2000
- Verlag: Bastei Lübbe
- ISBN 3-404-23231-3
- Originaltitel: „Action Stations“, erschienen erstmals 1997 bei Baen Books

Dieser Roman schildert den Beginn des Krieges im Jahr 2634, zwanzig Jahre vor dem ersten Wing-Commander-Spiel. Mehrere Außenposten der Menschheit wurden bereits von den Kilrathi angegriffen, doch die Regierung der Konföderation nimmt die neue Bedrohung nicht ausreichend ernst. Geplant werden stattdessen Etatkürzungen im Militärhaushalt, obwohl große Teile der Raumflotte einen allumfassenden Krieg befürchten. Commander William Turner begibt sich daher in Begleitung des jungen Kadetten Geoffrey Tolwyn auf eine Aufklärungsmission am Rande des Konföderationsgebietes. Gerade noch rechtzeitig erhalten sie Hinweise auf geheime Offensivaktivitäten der Kilrathi gegen die Konföderation, die schließlich in der großen Schlacht um McAuliffe münden.
Die Handlung wird als historisches Drama präsentiert, aus der Sicht eines Autors, der viele Jahre nach dem Krieg über dessen Anfänge schreibt. Zahlreiche Vorkommnisse im Roman stellen deutliche Parallelen zu den Vorkommnissen vor und nach den Angriffen auf Pearl Harbor 1941 dar.

### False Colors
- Autoren: William R. Forstchen und Andrew Keith
- Englischsprachige Erstauflage: Januar 1999
- Verlag: Baen Books
- ISBN 0-671-57784-0
- nur auf Englisch erschienen

Dieser Roman spielt zwischen Wing Commander III und Wing Commander IV.
Nach dem Ende des Kilrathi-Krieges finden sich einige Kilrathi-Kriegslords mit dem Frieden, der nun herrscht, nicht ab und bleiben der Konföderation und anderen Organisationen wie dem „Landreich“ gegenüber aggressiv eingestellt. Arbeiter des „Landreichs“ versuchen, ein Kilrathi-Super-Trägerschiff, welches den Krieg überstanden hat, zu bergen, um einen Kilrathi-Kriegslord davon abzuhalten, einen weiteren Krieg gegen die Menschheit auszulösen.
Der Roman war ursprünglich als erster Teil einer neuen Roman-Trilogie gedacht, doch der Autor Andrew Keith starb, bevor er Fortsetzungen schreiben konnte. (Auf dem Buchcover steht fälschlicherweise der Name William H. Keith – dieser ist der Bruder von Andrew Keith.)

## Filmuniversum-Reihe
1999 veröffentlichter der Verlag Harper Entertainment den Begleitroman zum Wing-Commander-Kinofilm von Peter Telep. Es folgte ein zweiter namens Pilgrim Truth, der den Pilger-Hintergrund des Films weiterführte. Ein geplanter dritter Band, Pilgrim Truth, wurde nicht mehr aufgelegt. Erst 2011 stellte Telep sein Manuskript kostenfrei zur Veröffentlichung online und als E-Book zur Verfügung.

### Wing Commander – Das Buch zum Film
- Autor: Peter Telep
- Deutsche Übersetzung: Jürgen Heinzerling
- Deutsche Erstauflage: November 1999
- Verlag: Bastei Lübbe
- ISBN 3-404-23218-6
- Originaltitel: „Wing Commander: The Novel (Movie Universe, Book 1)“, erschienen erstmals 1999 bei Harper Entertainment

Wie der Titel bereits andeutet, ist dies der Roman zum Kinofilm Wing Commander aus dem Jahre 1999. Er folgt komplett der Handlung des Films und beinhaltet zudem einen Storyteil, der von einem Verrat handelt, welcher zwar gefilmt, jedoch nicht in der endgültigen Version des Films enthalten war.
Dieser Roman bildet den Auftakt zu einer Romantrilogie, basierend auf Film-Universum. In der englischen Originalfassung existiert eine angepasste Fassung des Buches mit der Bezeichnung Junior Novelization (ISBN 978-0-06-106556-9) für junge Erwachsene. Der Bastei Lübbe Verlag veröffentlichte die deutsche Übersetzung des Buches zeitnah zum Film, wodurch er chronologisch gesehen in der deutschen Wing-Commandere-Reihe als fünfter Band zwischen den Übersetzungen der Baen-Books-Romane Das Herz des Tigers und Der Preis der Freiheit erschien.

### Pilgrim Stars
- Autor: Peter Telep
- Englischsprachige Erstauflage: 1999
- Verlag: Harper Entertainment
- ISBN 0-06-105986-2
- nur auf Englisch erschienen

(Wing Commander Movie Universe, Book 2)
Dieser zweite Roman von Peter Telep ist ein direkter Nachfolger des Romans zum Film und handelt von einer Rebellion der Pilger gegen die herrschende Konföderation.

### Pilgrim Truth
- Autor: Peter Telep
- Erstauflage: keine offizielle Veröffentlichung, 2011 kostenlose Freigabe des englischsprachigen Manuskripts durch den Autor
- nur auf Englisch erschienen

(Wing Commander Movie Universe, Book 3)
Pilgrim Truth sollte das Ende der Trilogie werden, die den Film-Plot behandelt, jedoch wurde der von Peter Telep verfasste Roman nie veröffentlicht. Allerdings durfte das Manuskript am 11. August 2011 auf der Webseite Wing Commander News anlässlich des 13. Geburtstages dieser Seite veröffentlicht werden, mit Unterstützung von Peter Telep und Electronic Arts. Dieses Buch ist auch als E-Book verfügbar.